# Musée de la gravure de Chine de Yangzhou
Le Musée de la gravure de Chine de Yangzhou (chinois simplifié : 扬州中国雕版印刷博物馆 ; pinyin : yángzhōu zhōngguó diāobǎn yìnshuā bówùguǎn), comme ce musée est associé au musée de Yangzhou (zh) (扬州博物馆, yángzhōu bówùguǎn), l'ensemble de ces deux musées est également connu sous le nom de Paire de musées de Yangzhou (扬州双博馆, yángzhōu shuāngbóguǎn) est un musée de xylogravure et d'estampe situé à Yangzhou, province du Jiangsu, en République populaire de Chine.
Il a été fondé en août 2003 et contient avec le musée voisin du complexe, plus de 300 000 pièces anciennes.